# Campionati tedeschi di sci alpino 1960
I Campionati tedeschi di sci alpino 1960 si disputarono a Lenggries; furono assegnati i titoli di discesa libera, slalom gigante, slalom speciale e combinata, sia maschili sia femminili.

## Risultati
| Specialità      | Uomini          | Donne               |
| --------------- | --------------- | ------------------- |
| Discesa libera  | Willy Bogner    | Hannelore Heckmair  |
| Slalom gigante  | Hanspeter Lanig | Hannelore Heckmair  |
| Slalom speciale | Ludwig Leitner  | Heidi Biebl         |
| Combinata       | Willy Bogner    | Barbara Henneberger |